# Grant Stuard
Grant Stuard (Conroe, 15 ottobre 1998) è un giocatore di football americano statunitense che milita nel ruolo di linebacker per gli Indianapolis Colts della National Football League (NFL).

## Carriera

### Tampa Bay Buccaneers
Stuard al college giocò a football all'Università di Houston. Fu scelto nel Draft NFL 2021 dai Tampa Bay Buccaneers nel corso del settimo giro con la 259ª selezione, l'ultima assoluta, che lo rese il Mr. Irrelevant di quell'anno.  Debuttò come professionista subentrando nel primo turno contro i Dallas Cowboys mettendo a segno un tackle.

### Indianapolis Colts
Il 30 agosto 2022 Stuard e una scelta del settimo giro furono scambiati con gli Indianapolis Colts per una scelta del sesto giro.